# Liophryne dentata
Espèce
Synonymes
- Sphenophryne dentata Tyler & Menzies, 1971

Statut de conservation UICN

 LC  : Préoccupation mineure
Liophryne dentata est une espèce d'amphibiens de la famille des Microhylidae.

## Répartition
Cette espèce est endémique de Papouasie-Nouvelle-Guinée. Elle se rencontre entre 60 et 1 550 m d'altitude dans la chaîne Owen Stanley.

## Description
Liophryne dentata mesure jusqu'à 37 mm. Son dos varie du brun sable au brun roux avec des taches brun plus ou moins foncé ; son ventre est blanchâtre. Elle présente des plis proéminents sur son dos, ce qui la différencie des autres espèces du genre.

## Étymologie
Son nom d'espèce, du latin dentata, « qui a des dents », lui a été donné en référence aux dents bien développées que présente son maxillaire et prémaxillaire. C'est la seule espèce de ce genre à en posséder ce qui la rapproche des membres du genre Platymantis. Toutefois il ne s'agit que d'une caractéristique mineure, d'autres, comme sa ceinture pectorale, la différencie nettement de ce genre.

## Publication originale
- Tyler & Menzies, 1971 : A new species of microhylid frog of the genus Sphenophryne from Milne Bay, Papua. Transactions of the Royal Society of South Australia, vol. 95, p. 79-81 (texte intégral).